# Флос (Горњи Палатинат)
Флос (њем. Floß) град је у њемачкој савезној држави Баварска. Једно је од 38 општинских средишта округа Нојштат ан дер Валднаб. Према процјени из 2010. у граду је живјело 3.507 становника. Посједује регионалну шифру (AGS) 9374121.

## Географски и демографски подаци
Флос се налази у савезној држави Баварска у округу Нојштат ан дер Валднаб. Град се налази на надморској висини од 487 метара. Површина општине износи 54,4 km². У самом граду је, према процјени из 2010. године, живјело 3.507 становника. Просјечна густина становништва износи 64 становника/km².